# 나미비아의 독일어

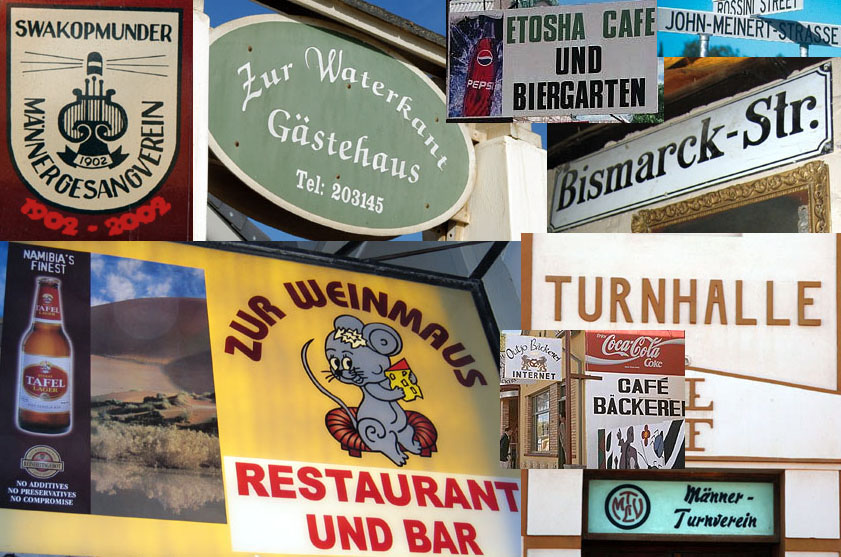
나미비아의 독일어 표지판 사용 사례

나미비아는 중부 유럽에서 멀리 떨어져 있는 섬 같은 독일어 사용권이다.

나미비아는 독일어가 소수 언어의 하나로서 국어로 인식되는 다언어 사용 국가로서, 독일어는 아프리칸스어, 영어, 오밤보어, 헤레로어와 더불어 링구아 프랑카(언어가 다른 화자간 의사소통을 위해 사용되는 제3 언어)로 사용된다. 영어가 나미비아 유일의 공용어이기는 하지만, 독일어는 나미비아의 많은 지방에서 지역 사회 수준의 공식 언어처럼 통용된다.
독일어는 중부와 남부 나미비아에서 많이 쓰이며 1990년까지는 아프리칸스어와 영어와 함께 남서아프리카(그 당시 나미비아의 이름)의 3개의 공용어 중 하나였다. 독일어는 약 3만 명의 나미비아인이 주요 언어 또는 모국어로 사용한다. 이 숫자는 독일계 나미비아인들의 수와 나미비아 흑인 독일어를 쓰던 아프리카인들의 수, 그리고 어린 시절 독일민주공화국 (동독)에서 자란 나미비아인들의 수를 합한 것과 거의 같다. 나미비아의 독일어 신문인 알게마이네 차이퉁은 자사의 웹사이트에서 2만 2천명의 독일어 모국어 화자와 독일어를 제1 외국어로 (또는 제2 외국어 등으로) 삼는 수십 만 명이 있다고 밝혔다. 독일어는 아프리칸스어와 비슷해 장점이 있으며 관광과 사업 분야에서 독보적인 지위를 확보하고 있다. 나미비아의 자연물이나 장소, 길의 이름이 독일어로 되어 있다. 하지만 몇몇 전문가들은 나미비아에서 독일어의 미래가 밝지 않다고 전망한다.

## 역사

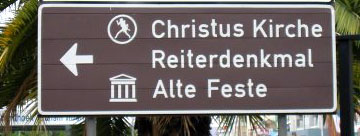
독일 식민지 시기 건축물인 그리스도 교회, 알테 페스테, 라이터뎅크말을 가리키는 빈트후크의 표지판

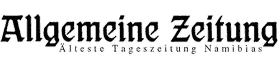
알게마이네 차이퉁 (Allgemeine Zeitung)은 아프리카의 유일한 독일어로 된 일간 신문이며 나미비아에서 가장 구독률이 높은 신문 중 하나이다.

독일 식민지였던 시기인 1884년부터 1915년까지는 독일어가 당시 독일령 남서아프리카라고 불렸던 나미비아의 유일한 공식 언어였다. 보어인, 즉 네덜란드어(나중에 아프리칸스어로 발전하게 되는 남아프리카 네덜란드어)를 쓰는 남아프리카의 백인들은 이미 오를람족, 혼혈인종인 레헤보트 바스터인들과 함께 남서 아프리카에 살고 있었다.
남아프리카 공화국이 1915년에 남서 아프리카의 행정권을 이양받는다. 그러나 독일어의 특권과 독일어 교육은 계속 유지되었다. 1916년에는 "알게마이네 차이퉁(Allgemeine Zeitung)" 신문이 "데어 크릭스보테(Der Kriegsbote)"라는 이름으로 창간되었다. 제1차 세계대전이 끝난 뒤 남아프리카 공화국 정부의 독일계 나미비아인에 대한 태도가 바뀌었고, 1919년에서 1920년 사이에 약 절반 가량의 독일인들이 남아프리카 바깥으로 추방되었다. 1920년에는 독일어 대신 네덜란드어(나중에 아프리칸스어로 대체됨)와 영어가 공식 언어가 되었다.
독일어 사용 인구는 독일어가 공용어의 지위를 회복하기를 바랐고 1932년의 케이프 타운 조약은 남아프리카가 그렇게 하도록 촉진하였다. 독일어의 공용어 지위 회복은 남아프리카 연방에 남서아프리카를 합병하는 것을 방해하게 될 것이라고 기대되었다. 그러나 남아프리카 공화국 정부는 독일어를 아프리칸스어와 영어에 이어 정부 실무 언어로 사실상 사용했음에도 공식적으로는 독일어를 공용어로 인정하지 않았다. 1984년이 되어서야 독일어가 공용어로 추가되었다.
1990년에 남아프리카 공화국으로부터 독립한 후, 영어가 나미비아의 유일한 공용어가 되었고 독일어는 이에 따라 공용어 지위를 잃게 되었다. 그러나 독일어는 오늘날까지 나미비아인들의 생활 곳곳에서 넓게 쓰이고 있다.

### 오늘날의 상황

#### 사용 빈도
독일어는 공식 언어가 아니므로 자주 쓰이지 않을 것이라고들 짐작하겠지만 생각보다 훨씬 널리 쓰인다. 나미비아인 3만 명가량이 독일어를 모어로 사용하며, 영어나 아프리칸스어를 모국어로 쓰는 백인이거나 부유한 흑인 나미비아인들 수만 명도 독일어를 제1외국어로 (또는 제2외국어 등으로) 사용한다. 독일어는 많은 학교에서 가르치며 일간 신문인 알게마이네 차이퉁에서 쓰는 언어이고 나미비아 방송(Namibian Broadcasting Corporation)의 일일 프로그램 방송에서도 쓰인다. 독일어가 (영어와 마찬가지로) 흑인 인구의 흔한 모어는 아니지만 많은 공무원(특히 관광 분야에 종사하는 공무원)이 어느 정도 독일어를 구사한다.
그러나 독일어가 전혀 또는 거의 쓰이지 않는 지역도 존재하는데, 특히 백인 인구가 많지 않은 북부 지역이 여기에 해당하며 빈트후크의 주변 지역에서도 독일어가 잘 쓰이지 않는다.

#### 문화
독일어는 많은 문화 분야에 걸쳐 의사소통 수단으로 활용된다.
- 교회: 가장 대표적으로 독일어를 쓰는 나미비아 루터파 개신교회(GELK)가 있음
- 학교: 예를 들어 빈트후크 독일 고등 사립학교 (Deutsche Höhere Privatschule Windhoek)가 있음
- 문학: 기젤헤어 W. 호프만(Giselher W. Hoffmann)을 비롯한 독일계 나미비아 작가들이 있음
- 라디오: 나미비아 방송의 독일어 프로그램이 있음

#### 교육
독일어를 외국어로 배우는 14000 명의 학생들이 있는 32개 학교뿐만 아니라, 빈트후크 독일 고등 사립학교 (Deutsche Höhere Privatschule Windhoek, DHPS), 오마루루와 옷지와롱고의 독일어 학교, 다섯 개의 공립학교를 포함해 독일어를 사용하는 열두어 개 학교가 있다. 빈트후크에는 여러 개의 초등학교와 독일어를 사용하는 고등학교, 독일어를 사용하는 김나지움이 있다.
나미비아 대학교는 독문학과 경영학 과정에서 독일어로 된 수업 프로그램을 제공한다.

#### 표지판

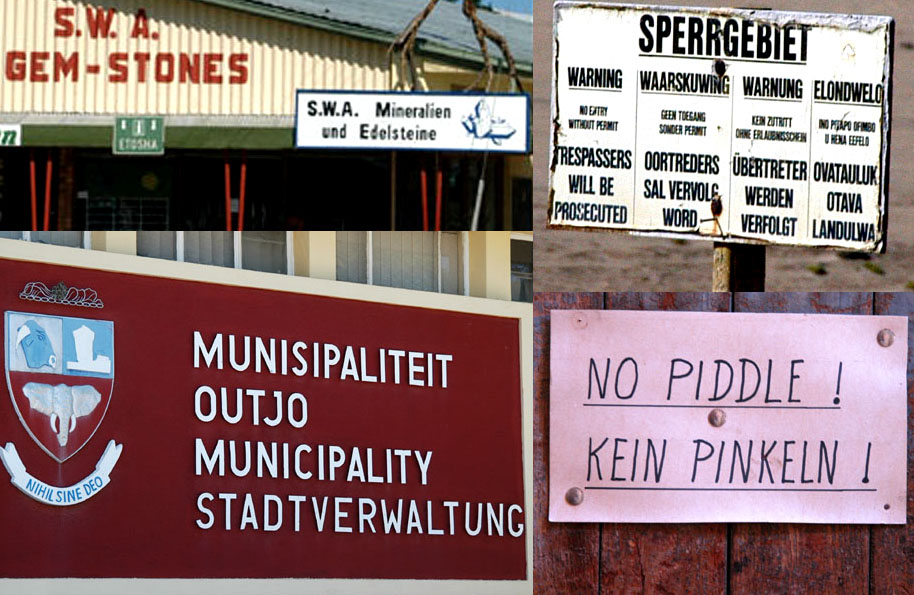
나미비아에서의 다언어 표지판의 예

가게, 식당, 서비스업계의 표지판들은 영어와 독일어로 자주 병기된다. 이는 독일계 나미비아인이 주인인 비율이 크다는 것을 보여주는 동시에, 독일어권의 관광객들이 나미비아를 방문하는 수도 큼을 보여준다. 하지만 가게 안을 들어서면 주인에게서 아프리칸스어로 인사 받을 수도 있는데, 상대적으로 아프리칸스어로 된 표지판은 많지 않지만 아프리칸스어가 빈트후크와 나미비아 중부와 남부에서 링구아 프랑카로서 압도적인 지위를 차지하는 까닭이다.
또한 관광객들을 위한 표지판에서도 독일어를 찾아 볼 수 있다. 특히 독일 식민지 시기의 유적과 역사적 건물에 대한 표지판이 이런 경우가 많다. 독일어를 포함하는 다른 표지판들은 독일어가 영어, 아프리칸스어와 함께 나미비아의 공식 언어였던 1990년 이전에 설치된 경우가 많다.

#### 거리 이름
빈트후크, 스바코프문트, 케이트만스호프, 그루트폰테인, 뤼데리츠에서는 대부분 혹은 상당수의 거리 이름이 독일어에 기원을 두고 있다. 하지만 1990년 이후에는 많은 거리가 흑인 나미비아인들을 기리기 위해 재명명되었다. (스바코프문트의 예전 거리 이름 목록 (영어 위키백과)). 1990년 이전에 명명된 거리는 "Str."로 끝나는 경우가 잦은데, 이는 독일어 "Straße"와 아프리칸스어 "straat"의 공식적인 축약어이다. 1990년 이후에 명명된 거리들은 "St."로 끝나는 경우가 잦으며, 이는 영어 "Street"의 축약어이다.

#### 장소 이름

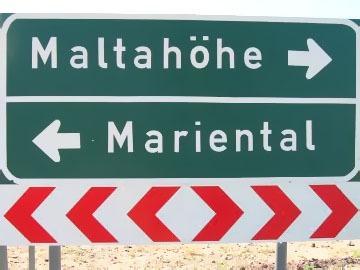
독일어로 된 장소 이름은 나미비아 남부에 특히 흔하다.

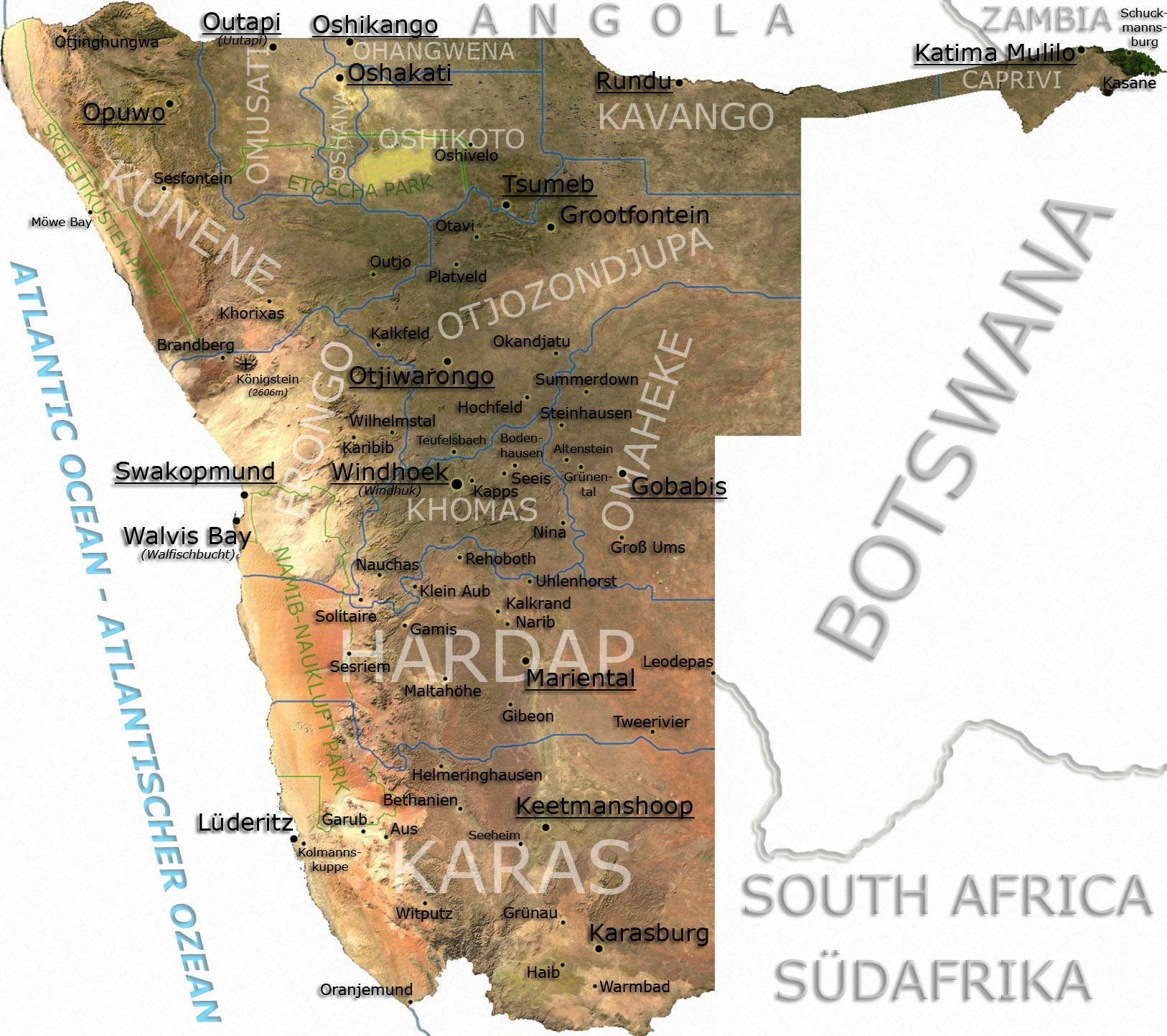
북부 지방을 제외하고는, 나미비아는 아프리칸스어와 독일어로 된 장소 이름투성이이다.

독일인이 대거 이민해 온 후 독일어 장소 이름이 대거 생긴 세계의 다른 지역들과 달리, 나미비아는 대규모의 장소 이름 변경을 겪은 적이 없다. 특히 남부의 하르다프와 카라스에서는 약 전체 장소의 80%가 독일어이거나 아프리칸스어거나, 또는 독일어 혹은 아프리칸스어가 영어와 섞인 형태이다. 일례로 "케이트만스호프 (Keetmanshoop)"는 독일인 공업가의 이름인 "요한 케에트만 (Johann Keetman)"과 아프리칸스어로 희망을 뜻하는 "hoop"가 합쳐진 형태이다.

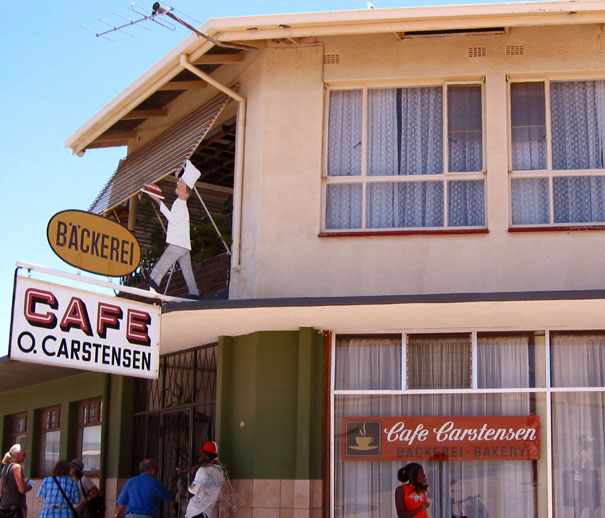
옷지와롱고의 카르스텐센 제과점
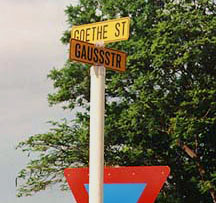
그루트폰테인의 독일어 표지판

## 나미비아 독일어 (방언)
나미비아에서 쓰이는 독일어는 아프리칸스어와 영어, 오밤보어, 다른 반투어들에서 많은 단어를 단순화하고 차용했다는 특징이 있다. 이 독일어 계통은 "남서독일어 (Südwesterdeutsch)" (독일어로 "südwest"는 남서를 뜻하며 나미비아의 이전 이름인 남서아프리카를 이르는 말이다.)라고 불리기도 하며, 젊은 사람들은 "나미비아 속어 (Namsläng)" 또는 "나마비아어 (Namlish)"라고도 부른다.

## 같이 보기
- 나미비아의 언어
- 독일계 나미비아인

## 참고 문헌
- 마라아네 차펜톰슨 (Marianne Zappen-Thomson): "나미비아에서의 외국어로서의 독일어 (Deutsch als Fremdsprache in Namibia)", 클라우스 헤세 출판사 (Klaus-Hess-Verlag), 나미비아 빈트후크, 2000년, ISBN 3-933117-15-1.
- 조 퓌츠 (Joe Pütz): "대사전 (Das grosse Dickschenärie)". 페터스 안티퀘스 (Peters Antiques), 나미비아 빈트후크, 2001년, ISBN 9-991650-46-6.
- 에리크 젤 (Erik Sell): "나미비아 독일어-독일어, 독일어-나미비아 독일어 사전 (Esisallesoreidt, Nam Släng - Deutsch, Deutsch - NAM Släng)", EeS Records, 나미비아 빈트후크, 2009년.